# Paul Ély

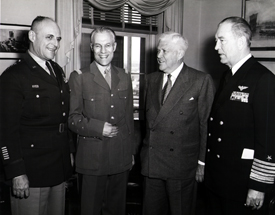
Paul Ély, zweiter von links

Paul Henri Romuald Ély (* 17. Dezember 1897 in Thessaloniki; † 16. Januar 1975 in Paris) war ein französischer Général d’armée.

## Leben
Paul Ély besuchte die Militärschule Saint-Cyr; zum Ende des Ersten Weltkriegs war er Offizier der Infanterie. Während der deutschen Offensive 1940 wurde Ély am rechten Arm verwundet. Nach der Niederlage Frankreichs wurde er in die Armee des Vichy-Regimes übernommen und kommandierte ein Bataillon. Als die Deutschen 1942 den Rest Frankreichs besetzten, schloss sich Ély der Résistance-Gruppe Organisation de résistance de l’armée an. Nach der Befreiung Frankreichs diente Ély als Direktor im Verteidigungsministerium des freien Frankreichs. 1946 wurde Ély zum General befördert. Während des Indochinakriegs nahm er als Chef des Generalstabes an Gesprächen mit den USA über eine mögliche US-amerikanische Intervention teil. Ély wurde als letzter französischer Hochkommissar für Indochina eingesetzt und delegierte den Abzug der französischen Expeditionskorps nach der Indochinakonferenz 1954.
Er war von August 1953 bis Juni 1954, von März 1956 bis Mai 1958 und von Juni 1958 bis Februar 1959 französischer Generalstabschef. 1961 ging er in den Ruhestand.
- 1958: Großes Silbernes Ehrenzeichen am Bande für Verdienste um die Republik Österreich[1]